# مارغريتا هينريكز
مارغريتا هينريكز (بالإسبانية: Margarita Henríquez)‏ هي مغنية بنمية، ولدت في 17 أبريل 1991.